# Armand Trousseau
Armand Trousseau (Tours, departamento de Indre y Loira, 1801 - París, 1867) fue  un médico francés que alcanzó un enorme prestigio en su época. Publicó diversas obras sobre medicina clínica y terapéutica que tuvieron gran repercusión en el siglo XIX. Describió el signo clínico conocido como signo de Trousseau que consiste en realizar presión sobre un tronco nervioso, lo cual provoca una contracción espasmódica de los músculos correspondientes cuando existe hipocalcemia (disminución de los niveles de calcio en sangre).

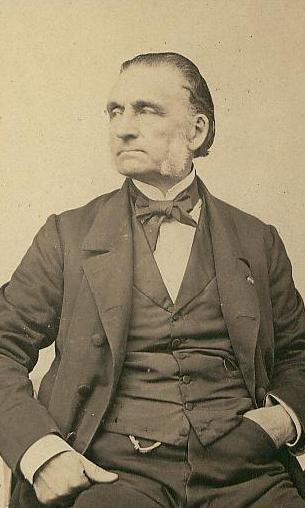
Armand Trousseau fotografiado por Pierre Petit

## Biografía
Nació en la ciudad francesa de Tours, inició los estudios de medicina en su ciudad natal, donde fue discípulo de Pierre Fidele Bretonneau en el hospital general local. Más tarde continuó su formación en París, donde se doctoró en 1825 y fue nombrado médico adjunto de la facultad en 1827.
En 1828, el gobierno francés le encomendó la misión de investigar una epidemia que estaba asolando algunas regiones al sur del país. Ese mismo año viajó a Gibraltar como miembro de una comisión para realizar investigaciones sobre la fiebre amarilla. En 1839 fue nombrado médico del Hospital St. Antoine y, posteriormente, director de la sección de farmacología y terapéutica de la  Facultad de Medicina de París.
Fue nombrado miembro de la Académie de médecine en el año 1856 y en 1858 recibió como reconocimiento la Legión de Honor, una de las más importantes condecoraciones de Francia.
Fue padre de dos hijos, una mujer que lo acompañó en sus últimos momentos y George Phillipe Trousseau que fue médico en Hawái.

## Aportes
Sus principales obras fueron el Traité de thérapeutique et de matière médicale sobre terapéutica, publicada entre 1836 y 1839 y como alumno interno en Maison Royale de Charenton profundizo el estudio de las enfermedades mentales bajo la tutela de Jean- Étiene Dominique Esquirol (1772-1840), la Clinique médicale de l'Hôtel-Dieu de Paris sobre clínica médica, publicada entre 1861 y 1862.  Describió el signo de Trousseau usado en el diagnóstico de la hipocalcemia y  la asociación entre tromboflebitis y cáncer (Síndrome de Trousseau o signo de malignidad de Trousseau) que se caracteriza por la aparición de trombosis venosas recurrentes en localizaciones inusuales, lo cual puede constituir la manifestación de un tumor maligno, también se denomina tromboflebitis migrans.